# تايلور يورك
تايلور يورك (بالإنجليزية: Taylor York)‏ هو فنان إيقاعي وعازف قيثارة وموسيقي أمريكي، ولد في 17 ديسمبر 1989 في ناشفيل في الولايات المتحدة.

## وصلات خارجية
- تايلور يورك على موقع IMDb (الإنجليزية)
- تايلور يورك على موقع ميوزك برينز (الإنجليزية)
- تايلور يورك على موقع أول ميوزيك (الإنجليزية)
- تايلور يورك على موقع ديسكوغز (الإنجليزية)